# Ellisella divisa
Ellisella divisa is een zachte koraalsoort uit de familie Ellisellidae. De koraalsoort komt uit het geslacht Ellisella. Ellisella divisa werd in 1905 voor het eerst wetenschappelijk beschreven door Thomson & Henderson. 